# Commanderie de Saint-Maurice
La commanderie de Saint-Maurice est située dans le département du Var, sur la commune de Régusse, près des basses gorges du Verdon, à cinq kilomètres au nord de Montmeyan et à deux kilomètres au sud de Quinson.

## Historique
La commanderie de Saint-Maurice est implantée vers les années 1160 sur les terres de Saint-Maurin. Située aux confins des territoires de Coutelas et de La Roquette, actuelles communes de Régusse et de Montmeyan, c'est l'une des cinq commanderies templières du Var. 
Elle est mentionnée pour la première fois en octobre 1164, lorsque le seigneur Hugues de Montmeyan entre dans l’Ordre et donne la terre de Camp Long ainsi que les droits de pâturage sur tout son territoire,,,. Il renonce à tous ses droits et héritages au profit de la commanderie. La même année, les Templiers fortifient le Castelar à La Roquette. 
En novembre 1170, le seigneur de Blachère donne et concède aux chevaliers du Temple toutes les terres cultes et incultes, le droit de pâture ainsi que les eaux des rives du Verdon. Il donne en outre la libre faculté de construire un moulin dans le vallon de Beau Rivé et un local pour préparer le pain,. 
La maison de Saint-Maurice rayonne entre les territoires de Riez au nord, de La Verdière à l’ouest, de Régusse  et Moissac à l’est, de Montmeyan et Fox-Amphoux vers le sud. Comme la commanderie du Ruou, elle fait partie des grosses maisons abritant une communauté moyenne d’une dizaine de frères tandis que les autres sites du Var n’en comptent pas plus de trois.
Après l'ordre d'arrestation des membres de l’ordre du Temple en 1308, les biens de la commanderie sont réunis au domaine de la cour royale de Provence en 1309, puis passent aux mains des Hospitaliers de Saint-Jean de Jérusalem en 1312. En 1322, Arnaud de Trians, comte d’Alife dans le royaume de Naples et neveu du pape Jean XXII, fait l’acquisition de la terre de Montmeyan.
Les guerres et les calamités de la seconde moitié du XIVe siècle affectent la maison de Saint-Maurice qui commence à décliner. Elle est alors associée à la maison de Bras pour former une unique commanderie, puis absorbée dans des circonscriptions plus vastes comme la commanderie hospitalière d’Aix, ou bien celle de Marseille.

### Commandeurs Templiers
| Nom du commandeur     | Dates |
| --------------------- | ----- |
| Guillaume de Vion     | 1164  |
| Ripert                | 1170  |
| Guillaume de la Tour  | 1206  |
| Gordon                | 1207  |
| Guillaume de Moissac  | 1222  |
| Guillaume de Moissac  | 1229  |
| Bernard               | 1232  |
| Bernard               | 1236  |
| Raymond Ermengaud     | 1237  |
| Pons Niel             | 1249  |
| Gui d’Avignon         | 1255  |
| Bernard de Saint-Just | 1258  |
| Pierre Geoffroy       | 1261  |
| Albert de Blacas      | 1293  |
| Albert de Blacas      | 1302  |

En 1308, Albert de Blacas est gardé dans les prisons d'Aix. Non seulement il ne périt pas, mais il jouit pendant toute sa vie de la commanderie de Saint-Maurice avec le consentement des Hospitaliers,.

### Commandeurs Hospitaliers
Pour la période qui précède sa dévolution aux Hospitaliers, on trouve Guillaume Aymeria qualifié de recteur et administrateur de la maison du Temple de Saint-Maurice, vraisemblablement au nom du comte Robert d'Anjou.
| Nom du commandeur       | Dates       | Commentaires                                                                                        |
| ----------------------- | ----------- | --------------------------------------------------------------------------------------------------- |
| Pierre Autran           | 1313        | Précepteur et recteur                                                                               |
| Béranger Puget          | 1319 - 1341 | Précepteur puis à partir de février 1334, précepteur de la baillie regroupant Bras et Saint-Maurice |
| Isnard d'Albaron        | 1342        | Prieur de Capoue, précepteur d'Aix et de Saint-Maurice                                              |
| Réforciat de Castellane | 1373        | Commandeur                                                                                          |

## Possessions
Les bâtiments de la commanderie de Saint-Maurice constituent le centre de la seigneurie ecclésiastique et sont construits en pierres de taille. On peut encore y voir une bergerie, une habitation, une annexe et une chapelle dédiée à Saint Maurice. Cette chapelle a probablement été construite vers la fin du XIIe siècle, une église étant mentionnée en 1170 ; elle rappelle par bien des aspects celle de la commanderie du Ruou.
En juin 1206, les seigneurs Pons Albert et Guy de Baudinard donnent leur domaine sur le plateau Saint-Vincent avec une bastide et des droits de pâturage sur les terres de Coutelas. Les Templiers développent un hameau sur ce plateau autour de la grange dite Bastida Sancti Vincencii, au lieu aujourd’hui appelé Villeneuve.  
En 1221, la commanderie achète le castrum de Montmeyan avec son château, ses terres et tous ses droits,. L’acte de vente est d’un grand intérêt en ce qui concerne les modalités d’une telle acquisition. 
En novembre 1237, l'abbaye de Lérins, donne le territoire de Brauch avec son église, ce qui constitue un autre ensemble dont les bâtiments de la Grande Bastide rappellent l'importance.

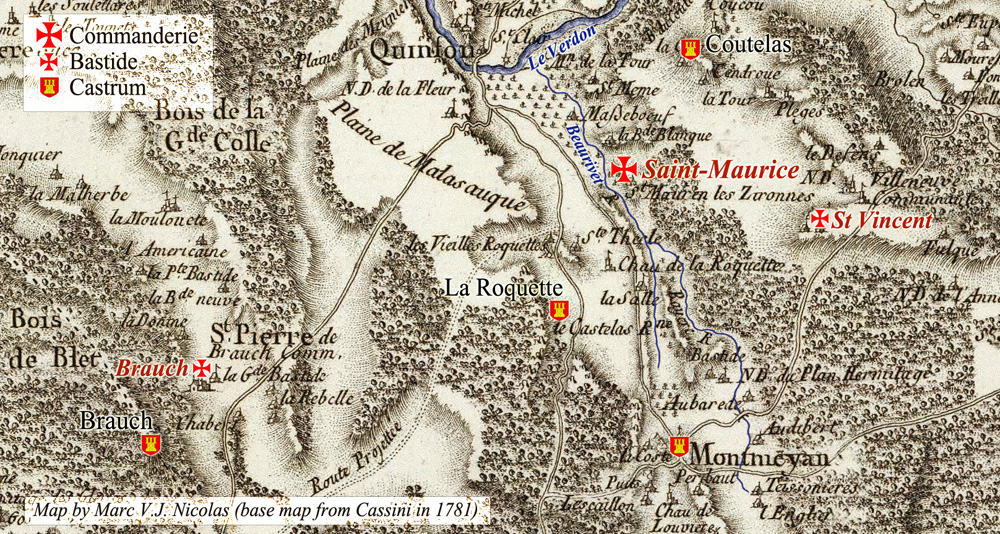
Carte de la commanderie de Saint-Maurice au XIIIe siècle.
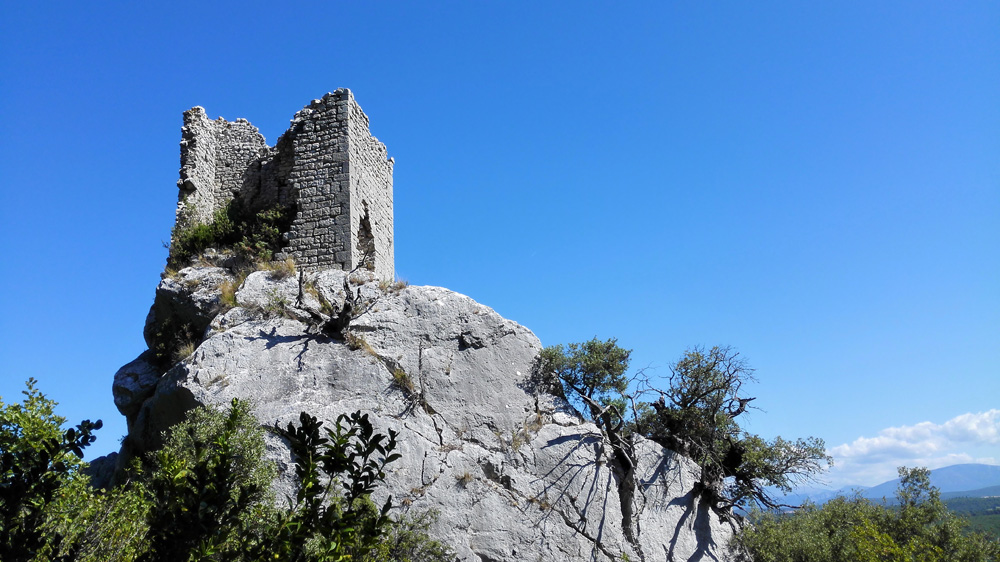
Tour du Castelar, vestige du castrum de La Roquette, septembre 2015.
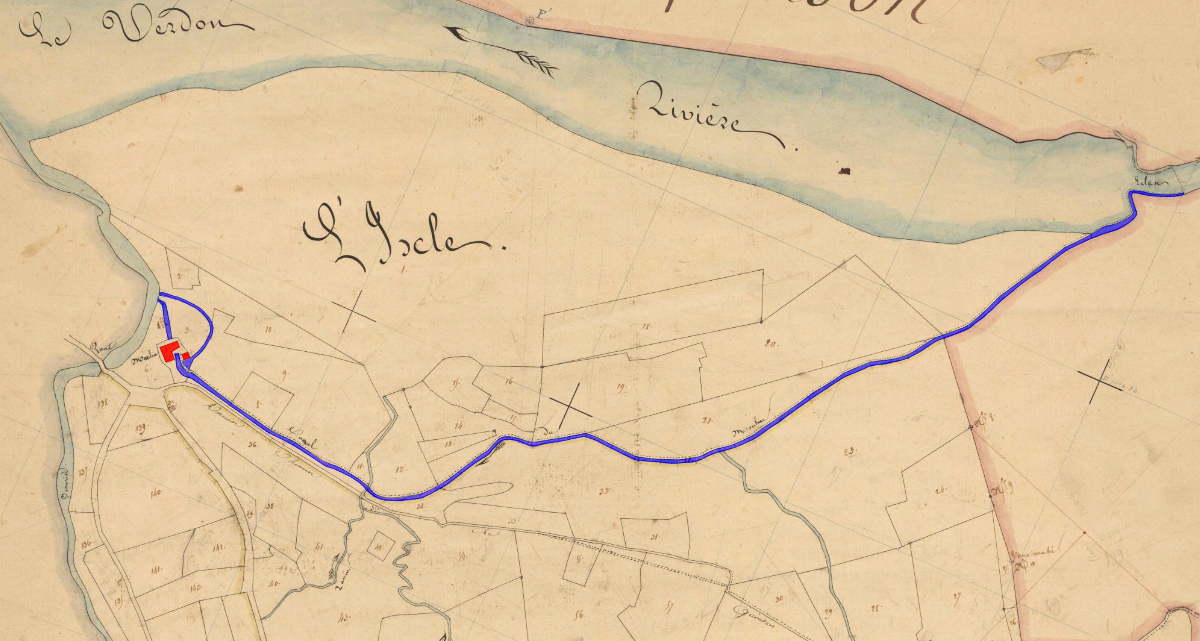
Plan napoléonien de 1840 montrant le bief qui alimente un moulin sur la rive gauche du Verdon, dans le vallon de Beau Rivé.

En 1249, le seigneur Jacques d'Oraison confirme la donation de sa famille autorisant à bâtir et utiliser des matériaux tirés du territoire de La Roquette (approvisionnement en bois, pierres de construction et chaux). En 1258, plusieurs moulins sont alimentés en eau par un bief à l'endroit où le Verdon débouche dans la dépression de Quinson-Montmeyan.
Dans ce milieu rural, la commanderie a un rôle prépondérant dans l’encadrement des fidèles et dans l’organisation du réseau paroissial. Les églises et chapelles placées sous sa juridiction sont des centres de prélèvement de taxes ecclésiastiques : Sainte-Thècle de La Roquette, Notre-Dame de Coutelas, Saint-Pierre de Brauch, Régusse et Saint-Vincent,,. Les églises servent également de points de contrôle de l'activité des exploitations agricoles sur les terres de Saint-Vincent et Coutelas, de Brauch et de Saint-Maurin.

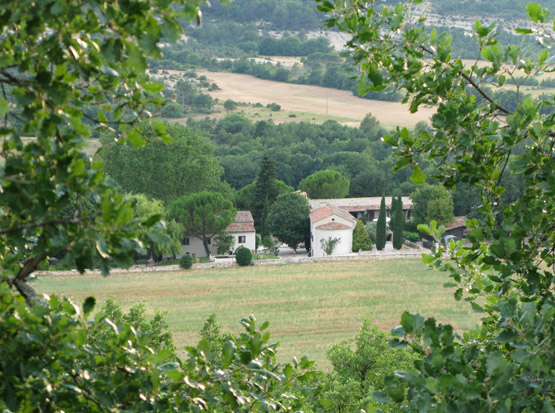
Commanderie de Saint-Maurice, domaine de Saint-Maurin, côté est.
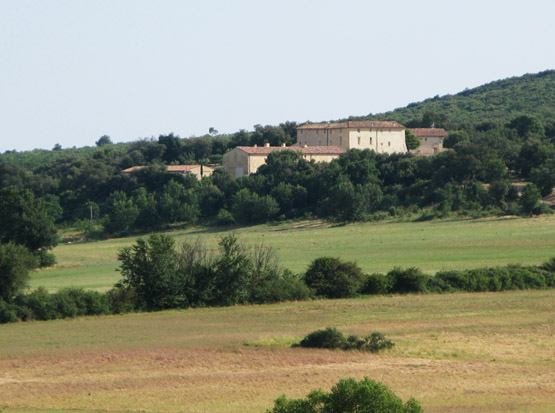
Bastide de Brauch, membre de la commanderie, côté nord-est.
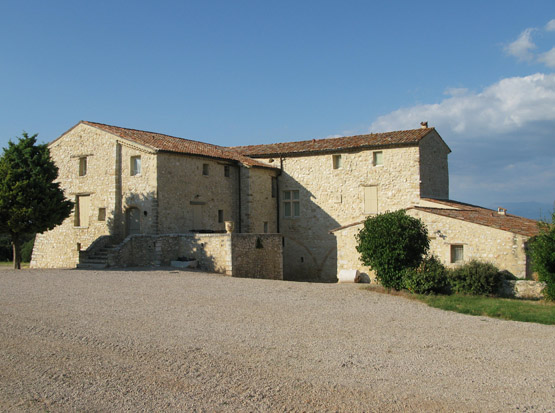
Détails de la bastide de Brauch, côté ouest.

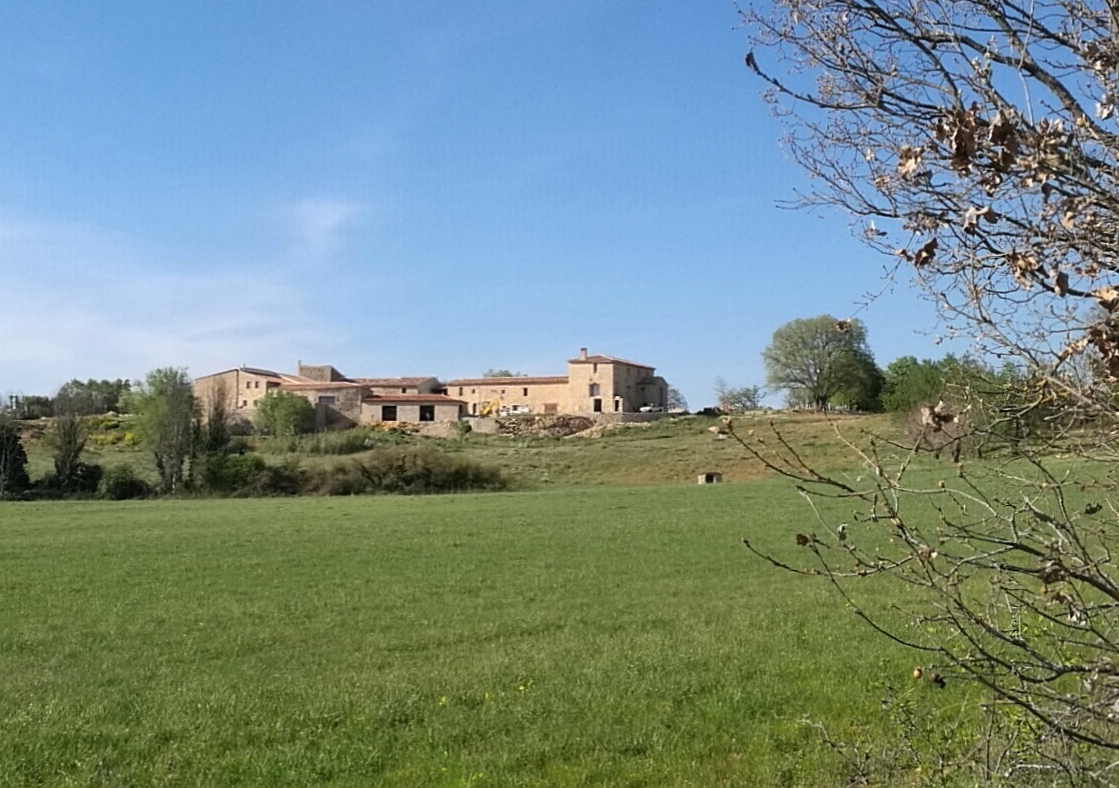
Bastide de Saint-Vincent, membre de la commanderie, côté ouest.
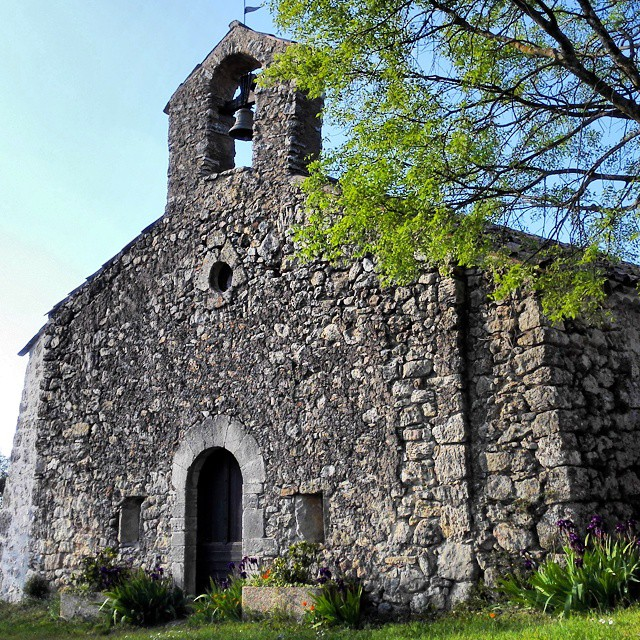
Chapelle de Saint-Vincent, côté ouest.

## Reliques de saint Marcel
Saint Marcel, évêque de Die, est mort et enterré  dans un monastère de La Roquette en 510. Vers la fin du XIIe siècle, selon la tradition, le corps du saint est transféré dans les bâtiments de la commanderie qui va l'abriter pendant presque deux siècles. En 1350, les reliques de saint Marcel sont transférées dans la collégiale de Barjols.